# Мэнвилл, Лесли
Лесли Мэнвилл (англ. Lesley Manville; род. 12 марта 1956) — английская актриса. Номинантка на премии «Оскар» и BAFTA за роль второго плана в фильме «Призрачная нить».

## Биография
Лесли Мэнвилл родилась в Брайтоне, в графстве Суссекс, Великобритания, в семье водителя такси. Обладая голосом сопрано, она в восемь лет начала брать уроки классического вокала, дважды становилась чемпионом в графстве Суссекс среди юниоров. В возрасте 15 лет Лесли Мэнвилл бросила школу и поступила в театральную школу Italia Conti Stage School (англ.). Её успехи были замечены, и учитель Арлен Филлипс пригласила её в свою новую танцевальную труппу Hot Gossip (англ.). Мэнвилл, однако, отказалась. Начала играть на телевидении в подростковых телесериалах, таких как King Cinder (англ.) режиссёра Джона Пруза, где она сыграла роль Никки.
В 1979 году Мэнвилл впервые встретилась с известным английским режиссёром Майком Ли. Она тогда играла в Королевском шекспировском театре, а Ли искал актёров, которые могли бы импровизировать. Она сыграла у него в 1980 году в телефильме BBC «Взрослые» (англ.). Это сотрудничество оказалось плодотворным, и актриса снялась у Майка Ли ещё в пяти фильмах: «Высокие надежды», «Тайны и ложь», «Кутерьма», «Всё или ничего» и «Ещё один год».
Работает в лондонских театрах, в таких как Королевский национальный театр, Королевский шекспировский театр, Королевский придворный театр, «Олд Вик».
Удостоена престижных наград и номинаций за роли в фильмах Майкла Ли «Всё или ничего», «Кутерьма» и «Ещё один год», телевизионных фильмах «Дети других людей» режиссёра Пита Трэвиса и «Тяжкие телесные повреждения» режиссёра Джо Райта.

## Личная жизнь
В 1987 году Лесли Мэнвилл вышла замуж за актёра Гэри Олдмена, с которым несколько лет проработала на одной сцене в театре и снялась в телефильме «Фирма». В следующем году у них родился сын Алфи. Но уже в начале 1990 года супруги официально расстались. В 2000 году актриса вышла замуж за актёра Джо Диксона, которого встретила на съёмках телесериала BBC Тони Марчанта Holding On, развелись в 2004 году.
Сейчас Лесли Мэнвилл живёт в небольшом городе Ист-Гринстед, графство Суссекс.

## Избранная фильмография
| Год       |    | Русское название                     | Оригинальное название              | Роль                |
| --------- | -- | ------------------------------------ | ---------------------------------- | ------------------- |
| 1975—1976 | с  | Ферма Эммердейл                      | Emmerdale Farm                     | Розмари Кендалл     |
| 1982      | с  | Улица Коронации                      | Coronation Street                  | Джилл Мейсон        |
| 1985      | ф  | Танец с незнакомцем                  | Dance With a Stranger              | Мэриэнн             |
| 1988      | ф  | Высокие надежды                      | High Hopes                         | Летиция             |
| 1989      | тф | Фирма                                | The Firm                           | Сью Бисселл         |
| 1996      | ф  | Тайны и ложь                         | Secrets & Lies                     | социальный работник |
| 1998      | с  | Безмолвный свидетель                 | Silent Witness                     | Сюзи Франклин       |
| 1999      | ф  | Кутерьма                             | Topsy-Turvy                        | социальный работник |
| 2000      | тф | Дэвид Копперфильд                    | David Copperfield                  | Люси Гилберт        |
| 2002      | ф  | Всё или ничего                       | All or Nothing                     | Пенни               |
| 2004      | ф  | Вера Дрейк                           | Vera Drake                         | миссис Уэллс        |
| 2004      | с  | Север и юг                           | North & South                      | Мария Хейл          |
| 2005      | с  | Пуаро Агаты Кристи                   | Agatha Christie’s Poirot           | миссис Лорример     |
| 2007      | с  | Крэнфорд                             | Cranford                           | миссис Роуз         |
| 2009      | ф  | Рождественская история               | A Christmas Carol                  | миссис Крэтчит      |
| 2009—2011 | с  | Закон и порядок: Лондон              | Law & Order: UK                    | Филлис Глэдстоун    |
| 2010      | ф  | Ещё один год                         | Another Year                       | Мэри                |
| 2010      | ф  | Чрево                                | Womb                               | Джудит              |
| 2011      | с  | Убийства в Мидсомере                 | Midsomer Murders                   | Фиби Аркболд        |
| 2013      | с  | Праздник мая                         | Mayday                             | Гейл                |
| 2013      | ф  | Ромео и Джульетта                    | Romeo and Juliet                   | Кормилица           |
| 2013      | тф | Приключение в пространстве и времени | An Adventure in Space and Time     | Хизер Хартнелл      |
| 2014      | с  | Флеминг                              | Fleming: The Man Who Would Be Bond | Эвелин Флеминг      |
| 2014      | ф  | Уильям Тёрнер                        | Mr. Turner                         | Мэри Сомервилль     |
| 2014      | ф  | Малефисента                          | Maleficent                         | Флиттл              |
| 2017      | ф  | Хэмстед                              | Hampstead                          | Фиона               |
| 2017      | ф  | Призрачная нить                      | Phantom Thread                     | Сирил Вудкок        |
| 2017—2019 | с  | Куртизанки                           | Harlots                            | Лидия Куигли        |
| 2019      | с  | Мир в огне                           | World on Fire                      | Робина Чейз         |
| 2019      | ф  | Малефисента: Владычица тьмы          | Maleficent: Mistress of Evil       | Флиттл              |
| 2020      | ф  | Мисс Плохое поведение                | Misbehaviour                       | Долорес Хоуп        |
| 2020      | ф  | Кровные узы                          | Let Him Go                         | Бланш               |
| 2022—2023 | с  | Корона                               | The Crown                          | принцесса Маргарет  |
| 2022      | ф  | Миссис Харрис едет в Париж           | Mrs. Harris Goes to Paris          | Ада Харрис          |
| 2023      | ф  | Критик                               | The Critic                         | Аннабель Лэнд       |
| 2024      | с  | Все совпадения неслучайны            | Disclaimer                         | Нэнси               |